# Кузнецово (Угличский район)
Кузнецово — деревня в Угличском районе Ярославской области России. Входит в состав Слободского сельского поселения.

## География
Расположена в центральной части области в 25 км к северо-востоку от Углича, в 700 м севернее автодороги Ярославль — Углич, на правом берегу реки Улейма.

## Население
| 2007 | 2010 |
| ---- | ---- |
| 14   | ↘11  |